# Helgesta-Hyltinge församling
Helgesta-Hyltinge församling var en församling i Strängnäs stift och i Flens kommun i Södermanlands län. Församlingen uppgick 2010 i Flen, Helgesta-Hyltinge församling.

## Administrativ historik
Församlingen bildades 1995 genom sammanslagning av Helgesta och Hyltinge församlingar och ingick därefter i Flens pastorat. Församlingen uppgick 2010 i Flen, Helgesta-Hyltinge församling.

## Kyrkor
- Helgesta kyrka
- Hyltinge kyrka.